# Olivia Holt
Olivia Hastings Holt (* 5. srpna 1997, Germantown, Tennessee, USA) je americká herečka a zpěvačka. Proslavila se rolemi v seriálech stanice Disney Channel Nakopni to, To já ne a rolí v televizním filmu Dívka vs. Monstrum. V roce 2016 vydala své debutové EP s názvem Olivia.
Od roku 2018 hraje roli Tandy Bowen / Dagger v seriálu stanice Freeform Cloak & Dagger.

## Životopis
Narodila se ve městě Germantown ve státě Tennessee, Má starší sestru Morgan (27. 12. 1990) a mladšího bratra jménem Cade (16. 7. 2001). Ve třech letech se přestěhovala do Nesbitu, Mississippi, kde vyrostla. Později se s rodinou přestěhovala do Los Angeles a začala se věnovat herectví. Nejprve hrála v divadle, později také v reklamách a v letech 2011 až 2015 hrála v seriálu Nakopni to. Hrála také ve filmu Dívka vs. Monstrum a v seriálu To já ne (od 2014). V roce 2018 začala hrát v seriálu Cloak & Dagger.

## Filmografie

### Film
| Rok  | Název                   | Role            | Poznámky |
| ---- | ----------------------- | --------------- | -------- |
| 2009 | Black & Blue            | Claire          |          |
| 2014 | Zvonilka a tvor Netvor  | Morgan (hlas)   |          |
| 2016 | The Standoff            | Amy Roberts     |          |
| 2017 | Class Rank              | Veronica Krauss |          |
| 2017 | Stejně tak jiný jako já | Regan Hall      |          |
| 2018 | Status Update           | Dani            |          |
| 2018 | Triky s trpaslíky       | Brittany (hlas) |          |
| 2019 | Psí kusy                | Bella (hlas)    |          |
| 2023 | Naprostý zabiják        | Pam Miller      |          |
| 2025 | Srdcový vrah            | Ally            |          |

### Televize
| Rok        | Název                           | Role                              | Poznámky                                          |
| ---------- | ------------------------------- | --------------------------------- | ------------------------------------------------- |
| 2010       | Disney XD's My Life             | samu sebe                         |                                                   |
| 2011–2015  | Nakopni to                      | Kim                               | hlavní role (1.–3. řada), vedlejší role (4. řada) |
| 2012       | Dívka vs. Monstrum              | Skylar Lewis                      | TV film                                           |
| 2013       | Na parket!                      | Young Georgia                     | díl: „My Bitter Sweet 16 It Up“                   |
| 2014–2015  | To já ne                        | Lindy Watson                      | hlavní role                                       |
| 2015       | Dokonalý Spiderman              | Petra Parker / Spider-Girl (hlas) | díl: „The Spider-Verse“                           |
| 2015       | Pes a jeho blog                 | Wacky Jackie                      | díl: „Stan Gets Married“                          |
| 2015, 2017 | Penn Zero: Hrdina na půl úvazku | Amber (hlas)                      | 3 díly                                            |
| 2016       | Tajemství Evermooru             | Valentina                         | díly: „Valentina“, „Nevermoor“                    |
| 2018–dosud | Cloak & Dagger                  | Tandy Bowen / Dagger              | hlavní role                                       |

## Diskografie

### EP
- Olivia (2016)

### Singly
- „Phoenix“ (2016) z alba Olivia
- „History“ (2016) z alba Olivia
- „Paradies“ feat. Brandon Beal (2017)
- „Party On a Weekday“ s MYBADD (2017)
- „Generous“ (2017)
- „16 Steps“ feat. Martin Jensen a Yxng Bane (2018)

#### Hostující zpěvačka
- „Wrong Move“ – R3hab a Thrdlife feat. Olivia Holt (2018) z alba The Wave

#### Promo singly
- „Carry On“ (2014)
- „Time of Our Lives“ z alba Disney Channel Play It Loud (2014)
- „You've Got a Friend in Me“ s Jordanem Fisherem (2018)

### Hudební videa
| Rok  | Název                             | Umělec           | Poznámky |
| ---- | --------------------------------- | ---------------- | -------- |
| 2014 | „Carry On“                        | Claire Holt      |          |
| 2014 | „Do You Want to Build a Snowman?“ | Claire Holt      |          |
| 2016 | „Phoenix“                         | Claire Holt      |          |
| 2016 | „History“                         | Claire Holt      |          |
| 2017 | „Paradies“                        | Claire Holt      |          |
| 2017 | „Generous“                        | Claire Holt      |          |
| 2018 | „Wrong Move“                      | Claire Holt      |          |
| 2018 | „16 Steps“                        | R3hab a Thrdlife |          |

## Ocenění a nominace
| Rok  | Ocenění                          | Kategorie                                                  | Nominovaní         | Výsledek  |
| ---- | -------------------------------- | ---------------------------------------------------------- | ------------------ | --------- |
| 2013 | Radio Disney Music Awards        | nejlepší zamilovaná skladba                                | „Had Me @ Hello“   | vítězství |
| 2013 | Shorty Awards                    | nejlepší herečka                                           | Nakopni to         | nominace  |
| 2016 | Behind the Voice Actors Awards   | nejlepší ženský hlas v televizním seriálu ve vedlejší roli | Dokonalý Spiderman | nominace  |
| 2017 | Filmový festival v Napa Valley   | ocenění publika                                            | Class Rank         | vítězství |
| 2017 | Filmový festival v Newport Beach | ocenění                                                    | Class Rank         | vítězství |
| 2018 | Teen Choice Awards               | nejlepší letní televizní hvězda                            | Cloak & Dagger     | vítězství |
| 2018 | Teen Choice Awards               | nejvíce sexy žen                                           |                    | nominace  |